# Chipmusik

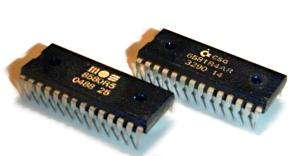
MOS Technologys SID-chip

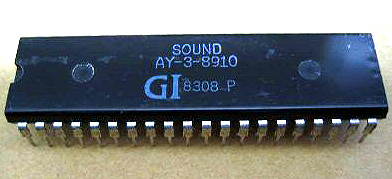
General Instruments AY-3-8910 (Yamahas version: YM2149)

Chipmusik är en musikstil vars ursprungsdefinition var musik gjord med ljudchippen i gamla maskiner såsom Commodore 64 (SID), Atari ST (YM2149F) Amiga NES (RP2A03), Nintendo Entertainment System, Game Boy och AdLib-ljudkort. Idag används begreppet även för att beskriva musik som är mer eller mindre inspirerad av ljuden från dessa ljudchip.

## Definition
Det råder inte konsensus om hur chipmusik-genren ska definieras och skiljas från exempelvis Bitpop, blipblop, Chiptune eller Micromusic. Man kan definiera chipmusik som "musik gjord med ljudchip" och frågan blir då vilka ljudchip man pratar om. Menar man, utöver gamla datorer och TV-spel, även nya datorer och TV-spel, mobiltelefoner, ringklockor, arkadspel, synthar och leksaker? Inkluderar man även emuleringar av gamla ljudchip? En teknisk definition av en musikgenre är svårt och omständligt att tillämpa i verkligheten eftersom de flesta inte hör skillnad på musik gjord med ett ljudchip eller inte.
Definierar man istället chipmusik utifrån musikaliska aspekter spelar det mindre roll vilken teknik man gjort musiken med, utan det är kompositionen och ljuden som är i fokus. Frågan är då om det går att tala om en musikalisk stil i en genre med så stor spännvidd. Till exempel kan Game Boy-musik vara både glad och snäll som Puss och elak och experimentell som Overthruster.
I slutändan är det oftast i folkmun som definitionen av en musikgenre skapas, och idag tycks Bitpop och chipmusik används synonymt för att beskriva musik som är glad och dansvänlig med ljud som kommer från eller påminner om gamla dator- och TV-spel.

## Historia
Även om historien om ljudchipsmusik kan spåras långt tillbaka i tiden - inom konst, vetenskap och datorspel - är det inte förrän mot slutet av 1980-talet som begreppet chipmusik började användas i större utsträckning. Eventuellt beror detta på att det inte var aktuellt att skilja chipmusiken från annan datormusik. Det är i demoscenen som chipmusik-begreppet börjar användas för att i princip åtskilja låtar av liten storlek från musik med större samplingar i. Det handlade alltså inte om att skilja mellan syntetisk och samplingsbaserad musik. Man använde begreppet för att beskriva de låtar som var tillräckligt små för att få plats i vissa produktioner i demoscenen, som till exempel i crack-intros till spel. Den här chipmusiken gjordes nästan alltid i tracker-program.
Under större delen av 1990-talet utvecklades chipmusiken i demoscenen och i spel-branschen, men började framåt år 2000 få ett större genomslag i populärkulturen. Det kan ha berott på att de som växt upp med dator- och TV-spel började ta plats i kulturlivet, och att chipmusiken passade väl in i DIY-kulturen. Några exempel på chipmusik-artister som i och med det här blev uppmärksammade är Bodenständig 2000 och Nintendo Teenage Robot från Tyskland och svenska Goto80 och Role Model. Vid ungefär samma tid startades nät-communityn micromusic.net, som idag fungerar som ett nätverk för chipmusiker och liknande artister världen över.
Runt 2003 gav sig Malcolm McLaren ut i media för att lansera chipmusiken som den nya 8-bitars punken. Hans utspel fick inte särskilt positiv respons i chipmusik-scenen, vilket berodde på att hans framställning av scenen var kommersiellt inriktad, istället för att vara korrekt. Men chipmusiken, eller influenser av den, syns på flera håll i populärkulturen hos bland annat Beck, Björk och Håkan Lidbo. Chipmusiken har blandats med exempelvis punk, electronica, pop och rock, men existerar alltjämt i sin ursprungliga form där precis allting görs på gamla datorer eller TV-spel.

## Svensk chipmusik
Sverige har allt sedan 1980-talet varit framstående inom chipmusik-genren, såväl inom demoscenen, datorspel och generellt i musikalisk populärkultur. Möjligtvis beror detta på en tidigt hög grad av datorisering och en internationellt uppmärksammad musikproduktion. Dubmood är en svensk chipmusiker och musikproducent och räknas som ett av de större och äldre namnen inom genren chipmusik. Han är medlem i demogruppen Razor 1911 men har även gjort musik till crackintron för en rad andra grupper och blivit profilerad som ett ansikte utåt för den gamla tidens piratscen. 2001 skapade Johan Kotlinski (Role Model) musikprogrammet Little Sound DJ till Game Boy som snabbt åtnjöt stor uppmärksamhet framför allt i Europa och USA. Programmet spelade en stor roll i den Game Boy-trend som kom att ge chipmusiken stort utrymme i medierna. Den numera icke-existerande svenska duon Puss är en av de mer kända chipmusikprojekten, och nominerades 2003 till en Grammis i Årets klubb/dans. Samma år spelade Goto80 antagligen som den första chipmusikern live på Hultsfredsfestivalen. 2005 producerade stockholmaren Paza en Atari-låt åt Beck. Stockholms-klubben Microdisko har sedan 2004 arrangerat spelningar med de största chipmusik-artisterna världen över. Det har blomstrat fram en hel del yngre svenska chipmusiker på senare däribland FantomenK. Det tyder på att retromusiken även är populärt bland 90-talister då många tror att de flesta involverade är äldre. 2005 släppte Jonathan Liss (jsr) programmet FamiTracker till PC. I FamiTracker kan du komponera NES-musik.

## Internationella artister
- Sidabitball
- Nullsleep

## Mp3 exempel
- Pontonius med Game Boy
- Pontonius med commodore 64